# Charles Pierre Fradin
Charles Pierre Fradin est un homme politique français né le 29 avril 1769 à Lusignan (Vienne) et décédé le 2 avril 1846 à Poitiers (Vienne).

## Biographie
Avocat, il est également docteur es lettres et docteur en droit. En 1791, il est professeur de philosophie au collège royal de Poitiers, puis professeur d'histoire à l'école centrale de la Vienne en 1795, puis à la faculté des lettres en 1809.
Il est député de la Vienne de 1819 à 1823, siégeant à gauche dans l'opposition libérale. Il est nommé professeur de droit romain à la faculté de Poitiers en 1829.
Il fait la traduction du géographe antique Pomponius Mela en 1804.

## Sources
- « Charles Pierre Fradin », dans Adolphe Robert et Gaston Cougny, Dictionnaire des parlementaires français, Edgar Bourloton, 1889-1891 [détail de l’édition]